# 洛伽山灯塔
洛伽山灯塔是浙江省舟山市境内的一座灯塔。灯塔位于普陀区，洛伽山北部，用于指引船只进入普陀停泊。1883年（清光绪九年），灯塔由英国人建造。2011年，洛伽山灯塔与舟山市和宁波市境内的其他十二座灯塔被列入第三次全国文物普查百大新发现，并于2013年成为全国重点文物保护单位。
洛伽山灯塔是指引渔船进入沈家门渔港的重要灯塔，所在海域为洋鞍渔场，盛产带鱼。带鱼旺发之时，渔船聚集，桅灯和灯塔的照射形成旧“普陀十二景”中的“洛迦灯火”。